# Callia axillaris
Callia axillaris là một loài bọ cánh cứng trong họ Cerambycidae.